# Losso Goungou
Losso Goungou (auch: Lossa Goungou, Lossagoungou, Lossogoungou, Lossougoungou) ist ein Stadtviertel (französisch: quartier) im Arrondissement Niamey I der Stadt Niamey in Niger.

## Geographie

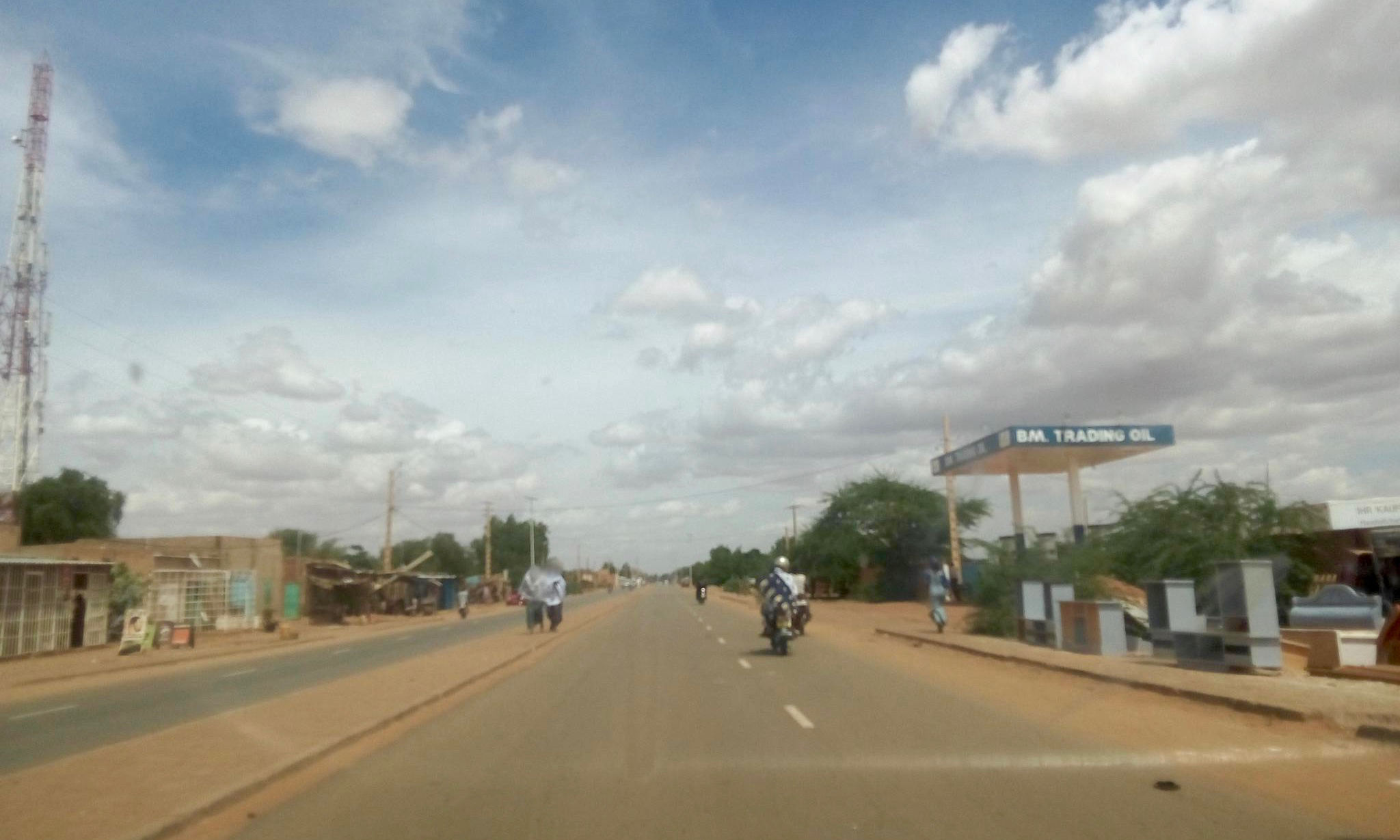
Hauptstraße in Losso Goungou (2018)

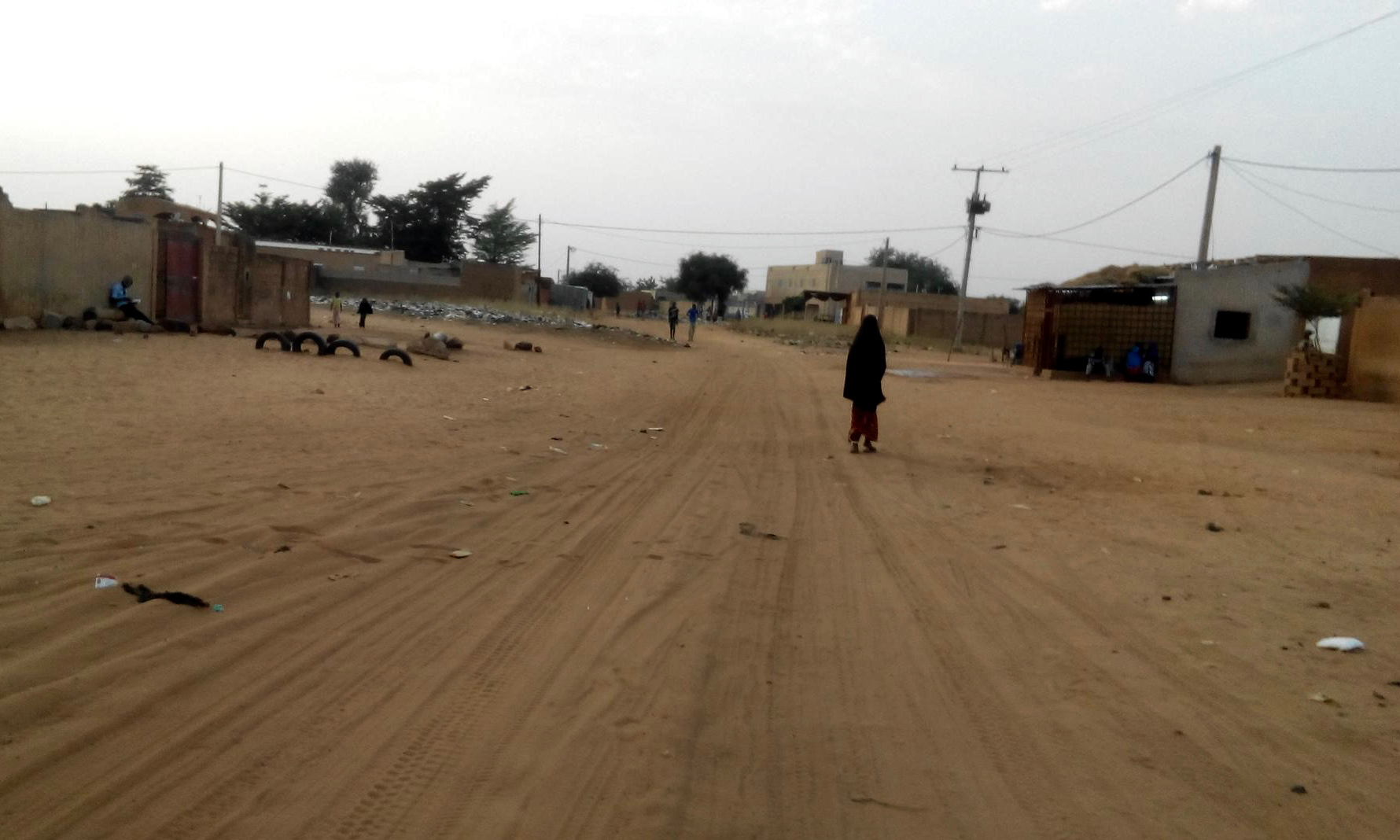
Nebenstraße in Losso Goungou (2016)

Losso Goungou befindet sich am linken Ufer des Flusses Niger und am westlichen Rand des urbanen Gemeindegebiets von Niamey. Die umliegenden Siedlungen sind das Stadtviertel Koubia Sud im Norden, das Stadtviertel Goudel im Osten und das ländliche Dorf Kossèye im Westen. Losso Goungou liegt in einem Tafelland mit einer mehr als 2,5 Meter tiefen Sandschicht, wodurch eine bessere Einsickerung als in anderen Teilen der Stadt möglich ist.
Durch das Stadtviertel verläuft ein in den Fluss Niger mündendes Trockental, der Lossagoungou Gorou. Das Trockental hat eine Länge von 10 Kilometern und ein Einzugsgebiet von mehr als 50 Quadratkilometern. Das Wort gorou kommt aus der Sprache Zarma und bedeutet „Trockental“.

## Geschichte
Das Dorf Losso Goungou bestand bereits im 19. Jahrhundert, noch vor der zu Beginn des 20. Jahrhunderts erfolgten Gründung der Stadt Niamey. Ab 2010 wurden hier 200 Wohnungen für Angehörige der Streitkräfte Nigers errichtet.

## Bevölkerung
Bei der Volkszählung 2012 hatte Losso Goungou 8189 Einwohner, die in 1378 Haushalten lebten. Bei der Volkszählung 2001 betrug die Einwohnerzahl 2600 in 417 Haushalten und bei der Volkszählung 1988 belief sich die Einwohnerzahl auf 1304 in 180 Haushalten.

## Infrastruktur
Die öffentliche Grundschule Ecole primaire de Losso Goungou wurde 1981 gegründet. Es gibt außerdem eine Mittelschule des Typs Collège d’enseignement général (CEG). Im Stadtviertel ist mit einem Centre de Santé Intégré (CSI) ein Gesundheitszentrum vorhanden.